# 珠寶店

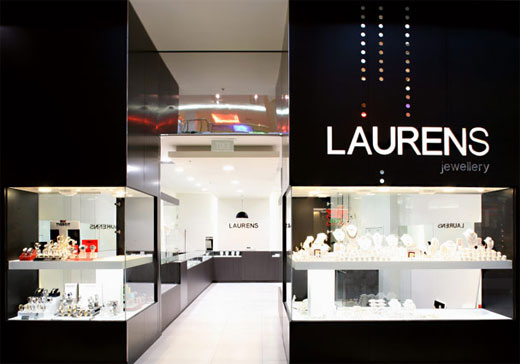
珠寶店

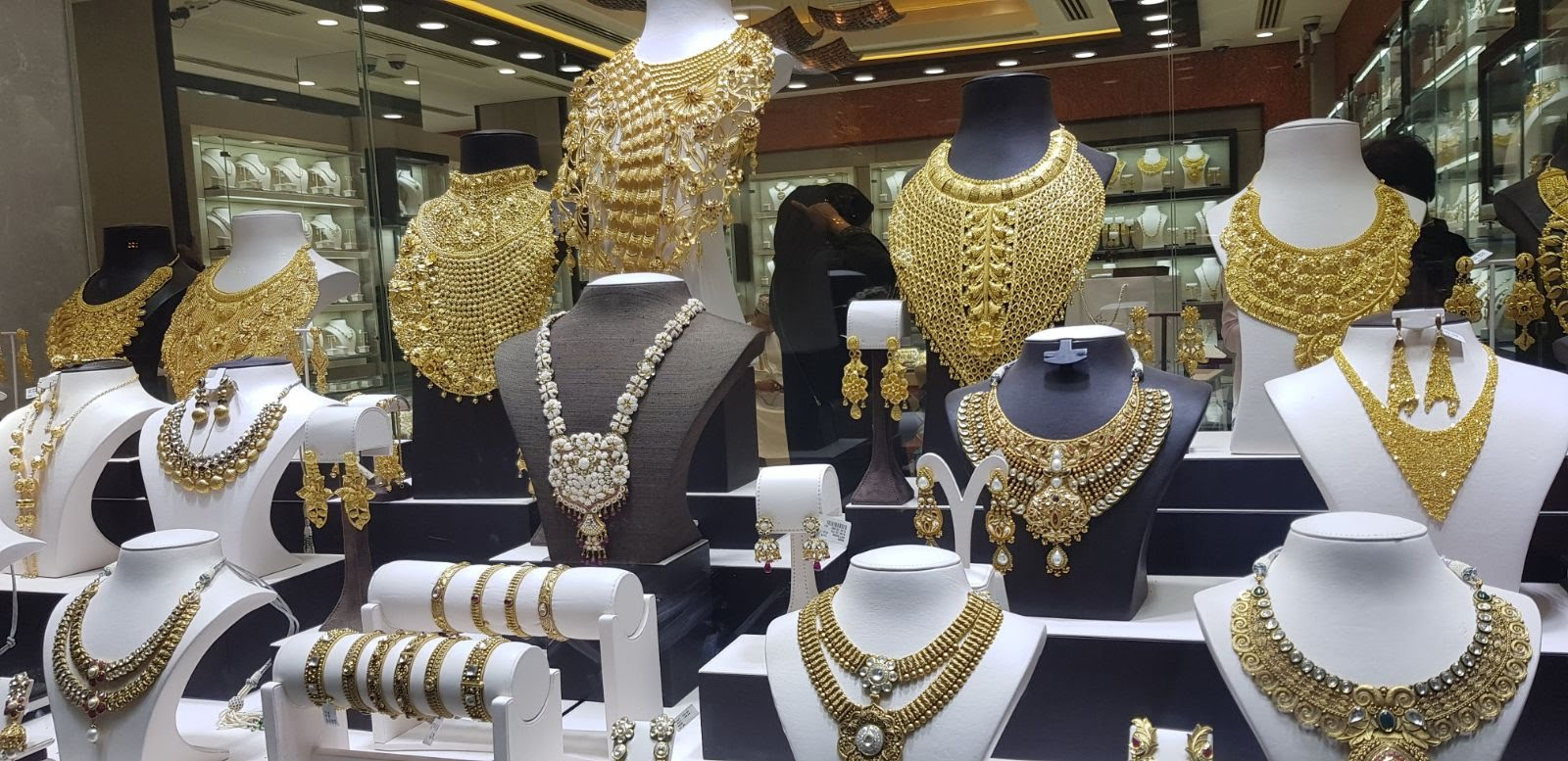
杜拜的珠寶店

珠寶店（美式英語：Jewelry store），為一種零售商業機構，專門銷售與進購珠寶、首飾和鐘錶等奢侈品。珠寶店提供客戶以維修、改造、修復、設計和製造等多元服務。珠寶店更常見於販售小型工藝品和手工類型，以及提供昂貴品牌商品的精品店。

## 圖例

### 珠寶

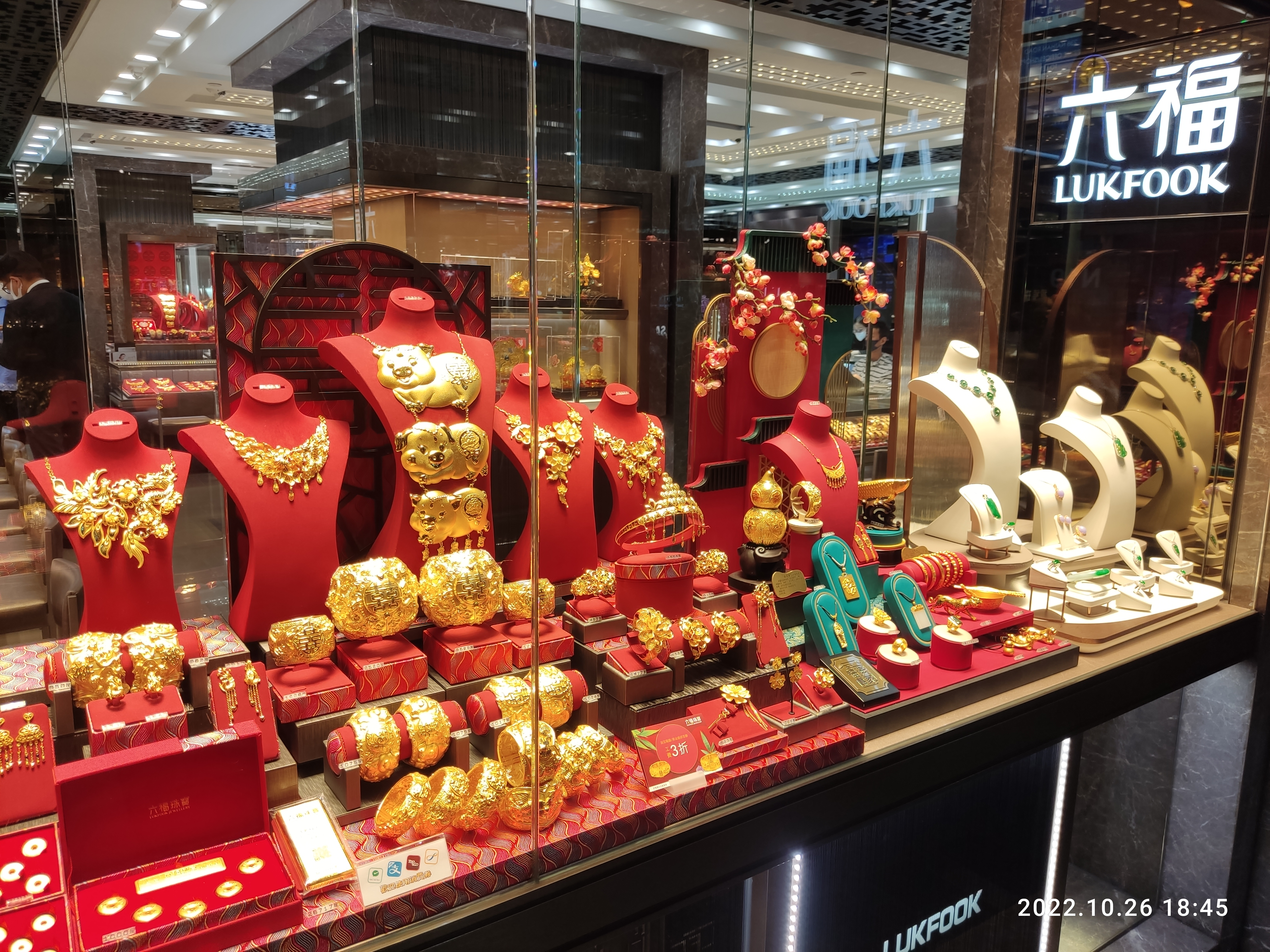
珠寶銀樓
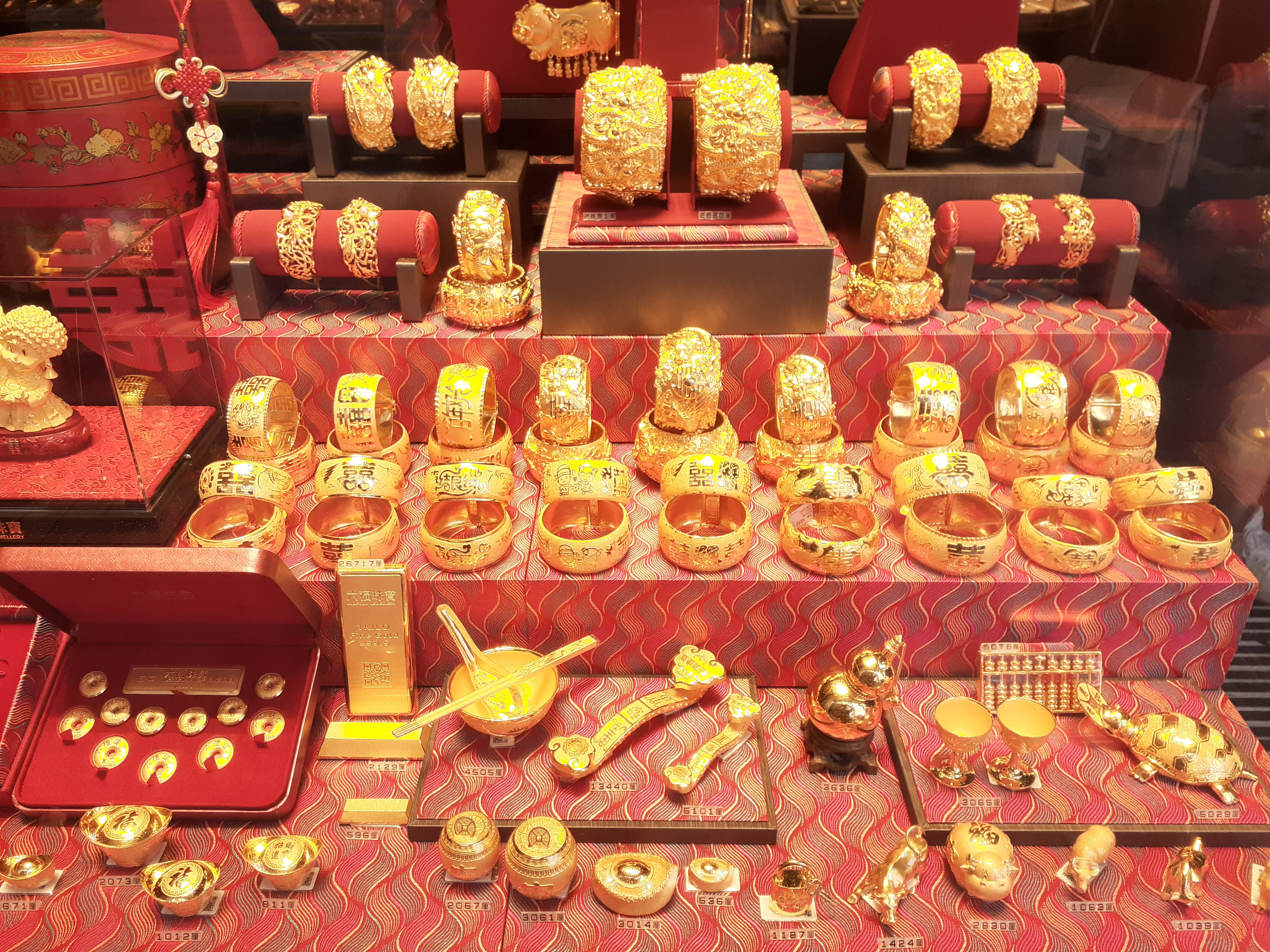
珠寶銀樓
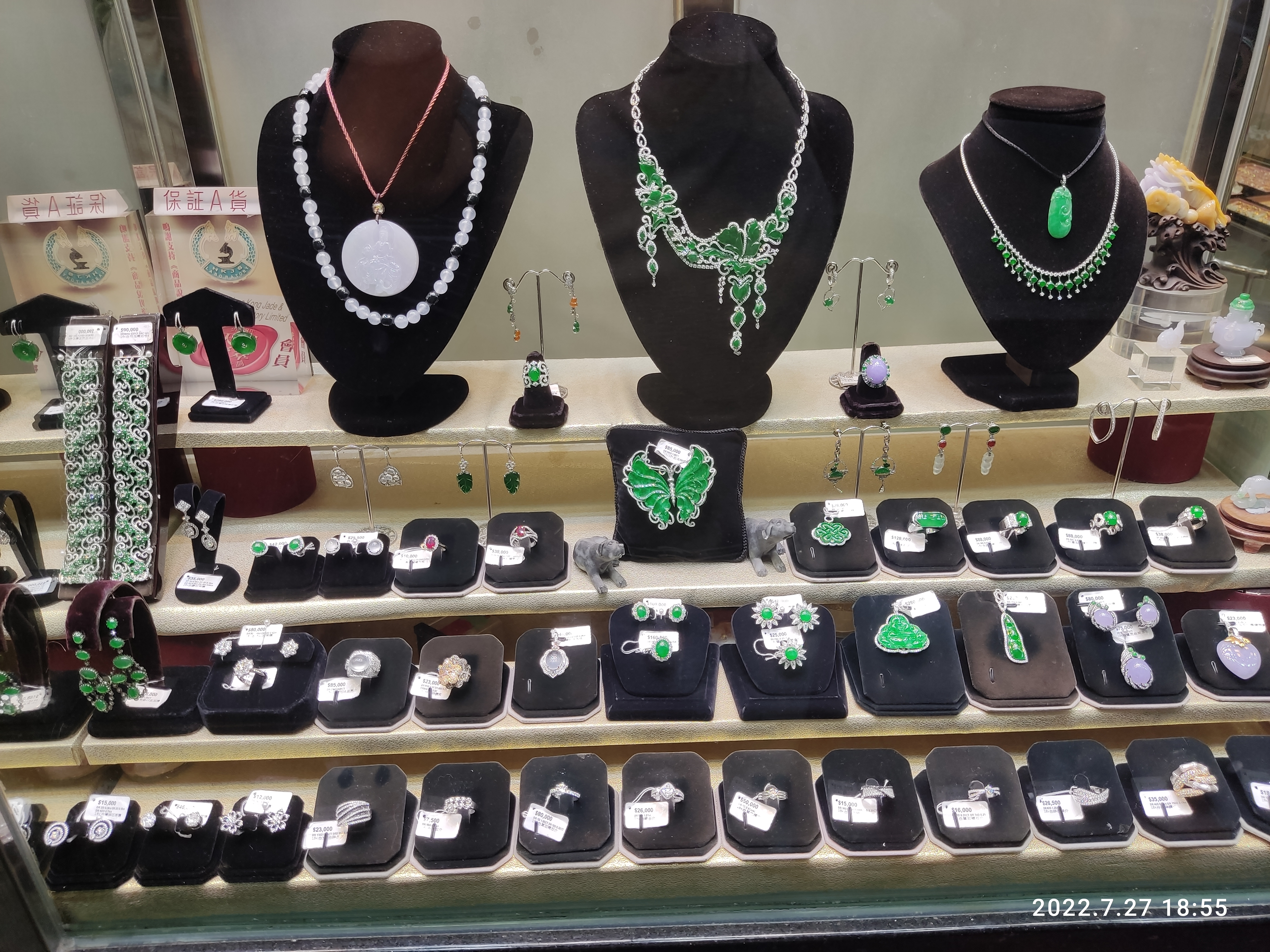
玉石首飾
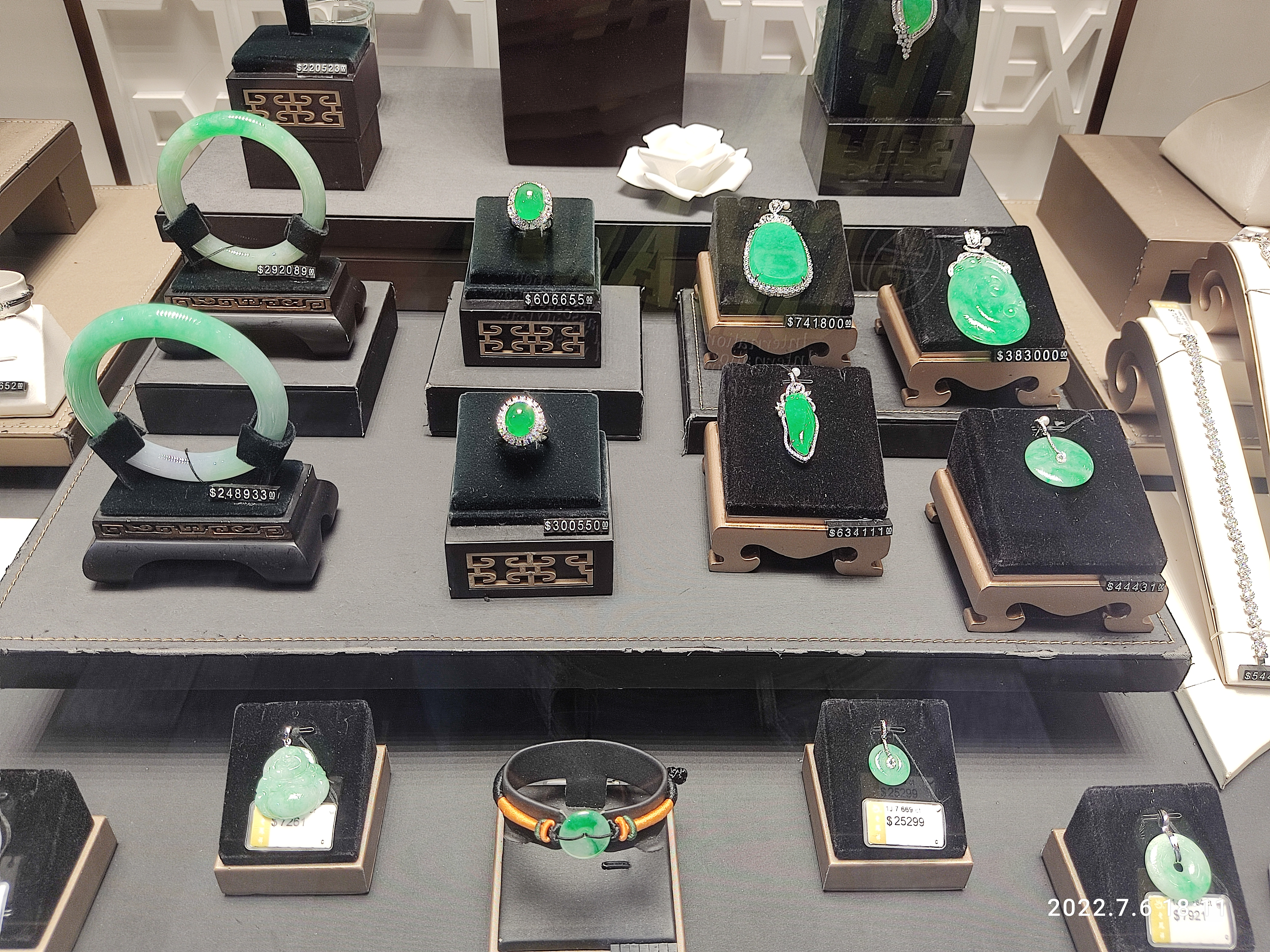
珠寶金行
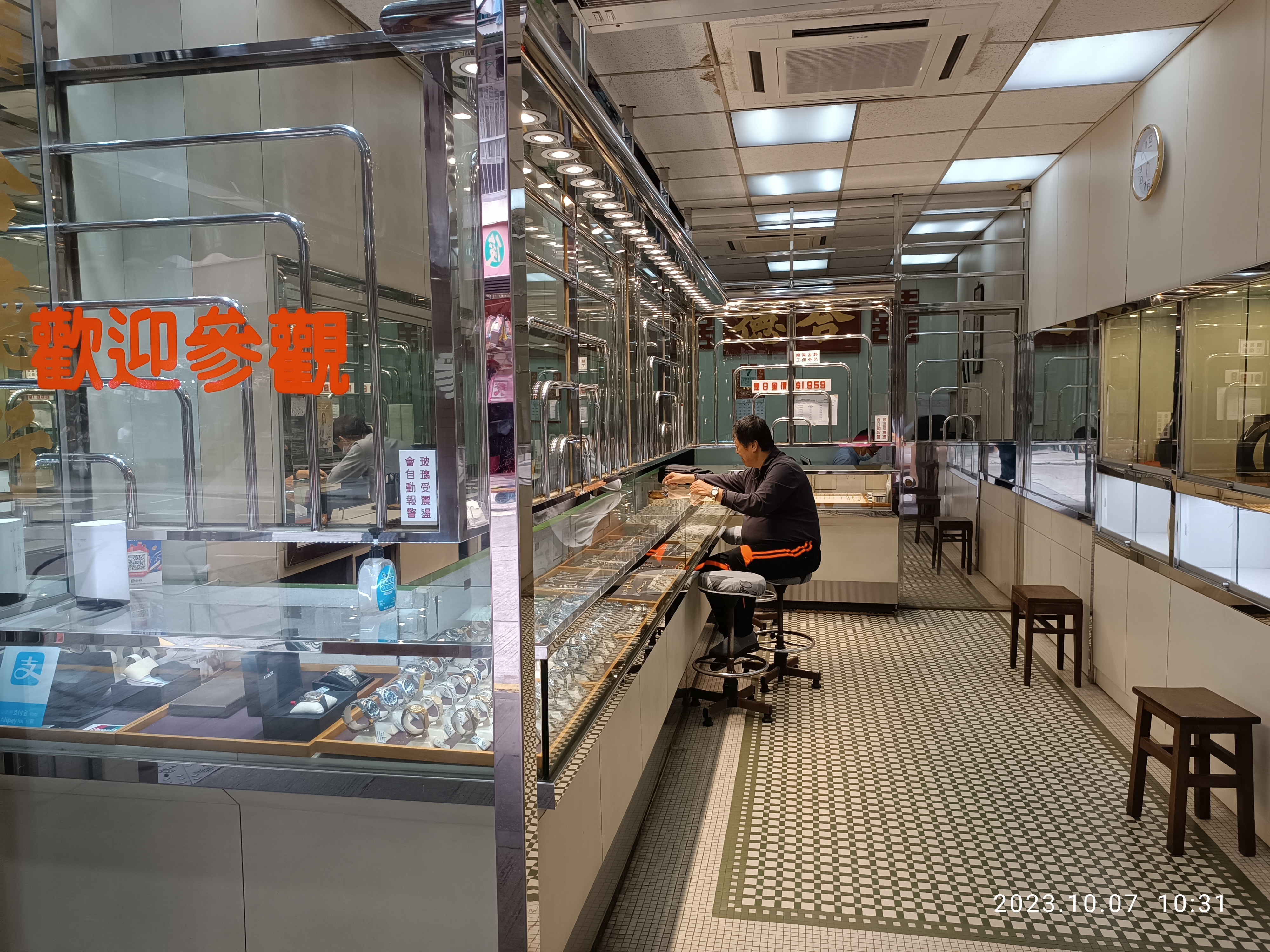
在香港西環皇后大道西的傳統珠寶店

### 鐘錶

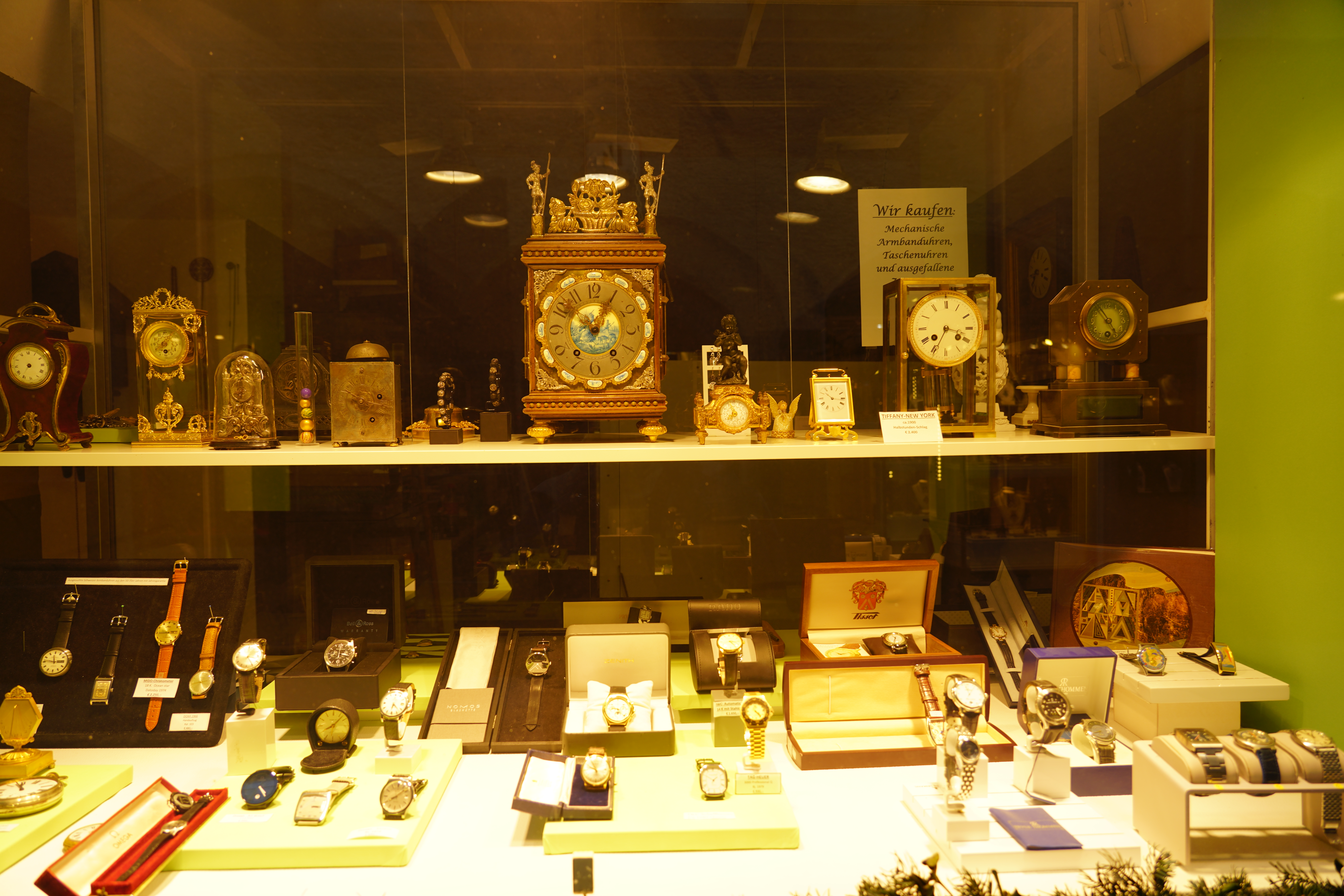
鐘錶專櫃
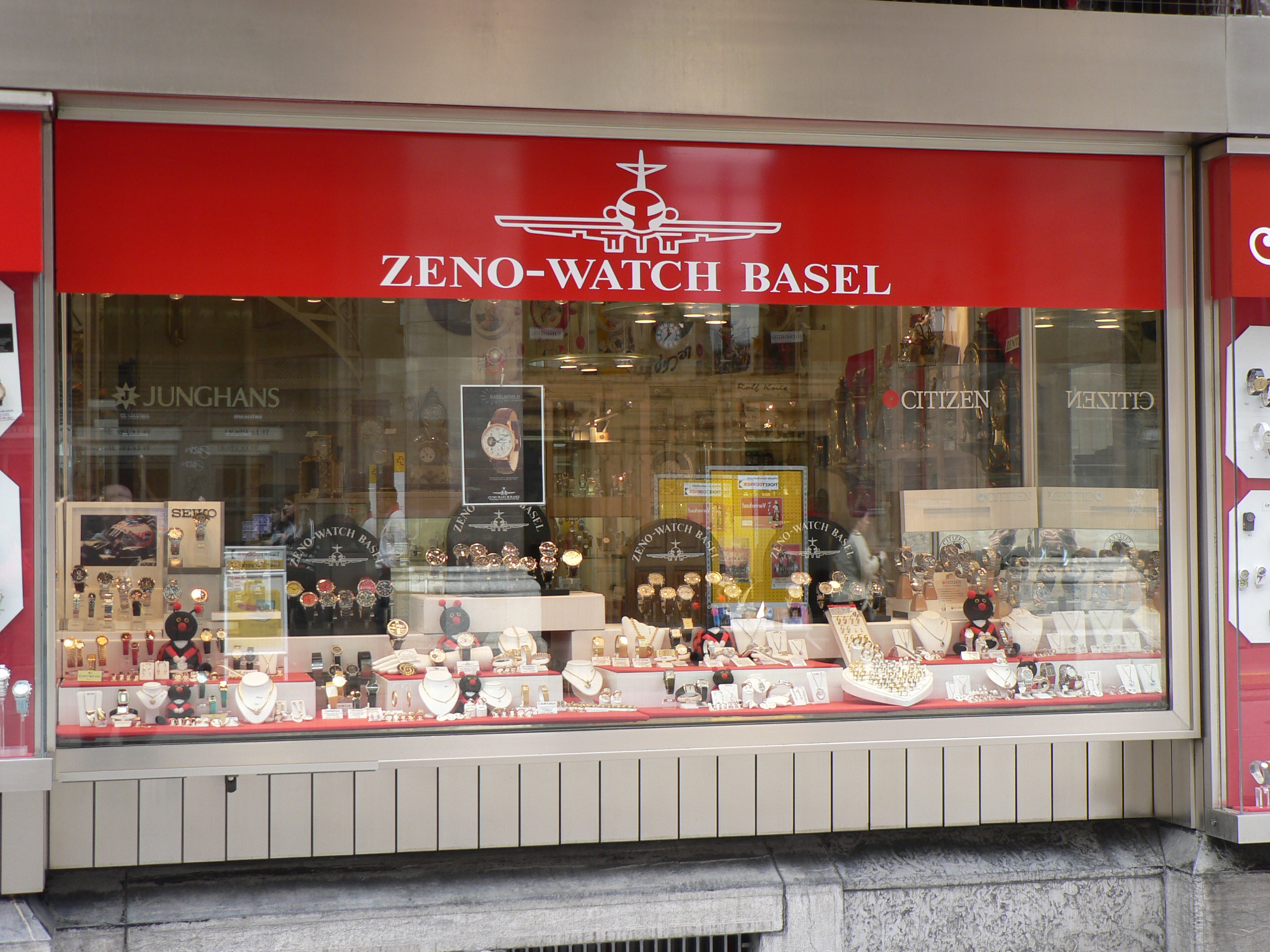
鐘錶櫥窗
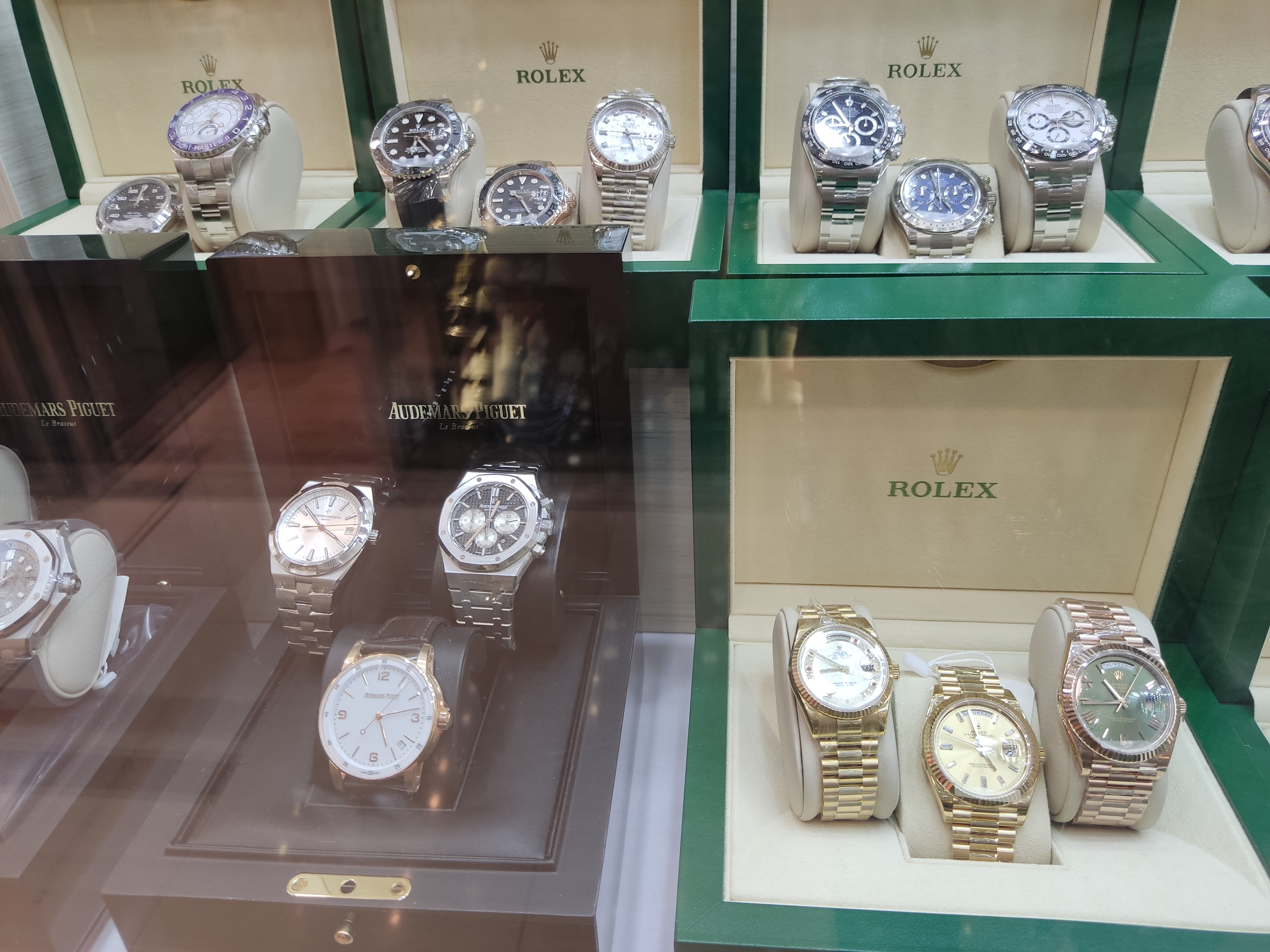
鐘錶櫥窗
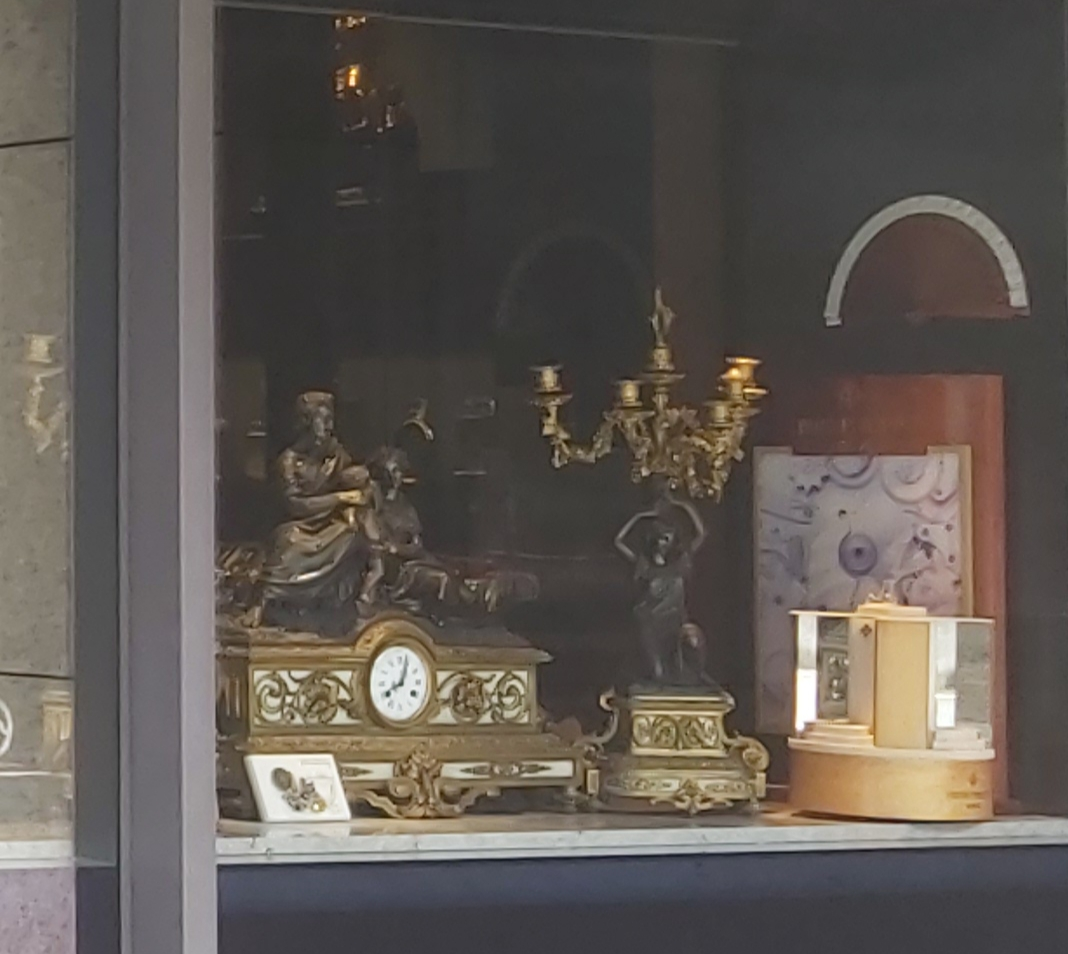
鐘錶行